# Olympische Sommerspiele 1980/Leichtathletik – 200 m (Frauen)

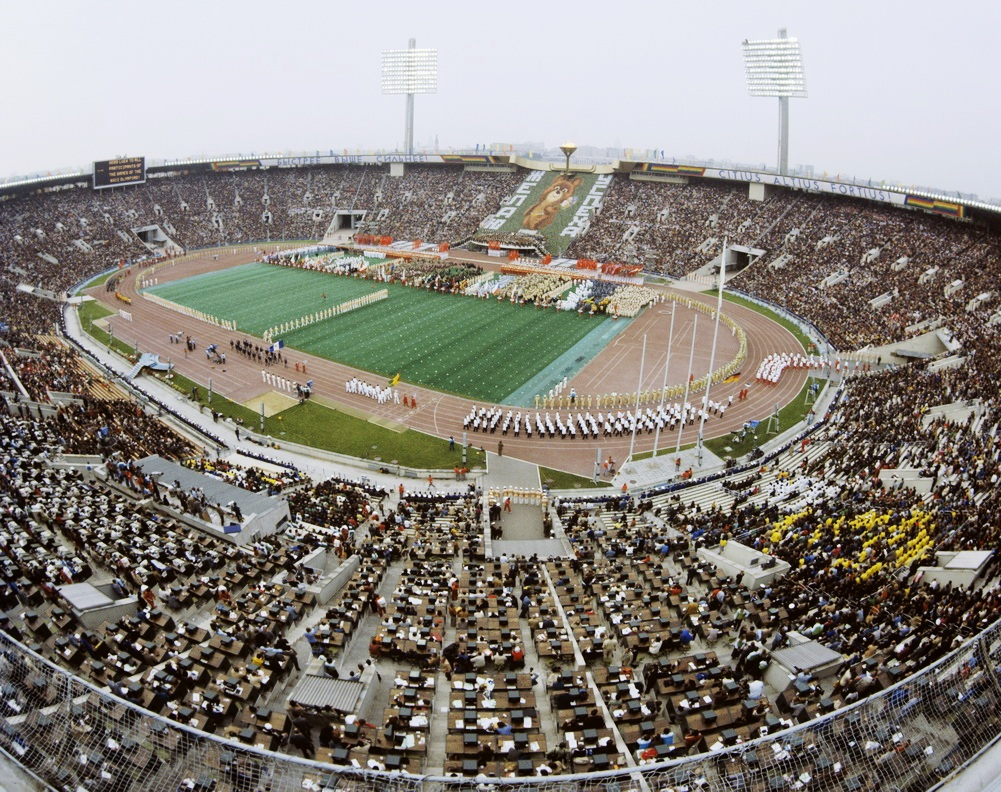
Das Luschniki-Stadion während der Eröffnungsfeier dieser Spiele

Der 200-Meter-Lauf der Frauen bei den Olympischen Spielen 1980 in Moskau wurde am 28. und 30. Juli 1980 im Olympiastadion Luschniki ausgetragen. 41 Athletinnen nahmen teil.
Goldmedaillengewinnerin wurde Bärbel Wöckel aus der DDR, die ihren Olympiasieg von 1976 – damals unter ihrem Namen Bärbel Eckert – wiederholen konnte. Sie gewann vor Natalja Botschina aus der Sowjetunion und der Jamaikanerin Merlene Ottey.
Neben der Siegerin Wöckel ging Romy Müller für die DDR an den Start. Sie erreichte ebenfalls das Finale und wurde Vierte.

Die Schweizerin Brigitte Senglaub schied im Viertelfinale aus.

Läuferinnen aus Österreich und Liechtenstein nahmen nicht teil. Athletinnen aus der Bundesrepublik Deutschland waren wegen des Olympiaboykotts ebenfalls nicht dabei.

## Rekorde

### Bestehende Rekorde
| Weltrekord         | 21,71 s | Marita Koch ( DDR)    | Karl-Marx-Stadt (heute Chemnitz), DDR (heute Deutschland) | 10. Juni 1979     |
| Olympischer Rekord | 22,40 s | Renate Stecher ( DDR) | Finale OS München, BR Deutschland (heute Deutschland)     | 7. September 1972 |

### Rekordverbesserungen
Der bestehende olympische Rekord wurde zweimal verbessert:
- 22,26 s – Natalja Botschina (Sowjetunion), drittes Viertelfinale bei einem Rückenwind von 0,88 m/s
- 22,03 s – Bärbel Wöckel (DDR), Finale bei einem Rückenwind von 1,46 m/s

## Durchführung des Wettbewerbs
Die Athletinnen traten am 28. Juli zu sechs Vorläufen an. Die jeweils drei Laufbesten – hellblau unterlegt – sowie die nachfolgend sechs Zeitschnellsten – hellgrün unterlegt – kamen ins Viertelfinale am selben Tag. Dort qualifizierten sich jeweils die fünf Laufbesten – wiederum hellblau unterlegt – sowie die nachfolgend Zeitschnellste – hellgrün unterlegt – für das Halbfinale am 30. Juli. Daraus erreichten die jeweils vier Laufbesten – hellblau unterlegt – das Finale, das am selben Tag stattfand.

## Zeitplan
28. Juli, 11:35 Uhr: Vorläufe

28. Juli, 19:45 Uhr: Viertelfinale

30. Juli, 18:20 Uhr: Halbfinale

30. Juli, 20:20 Uhr: Finale
Anmerkung:
Alle Zeiten sind in Ortszeit Moskau (UTC+3) angegeben.

## Vorrunde
Datum: 28. Juli 1980, ab 11:35 Uhr

### Vorlauf 1
Wind: +0,92 m/s
| Platz | Name                  | Nation       | Zeit    |
| ----- | --------------------- | ------------ | ------- |
| 1     | Romy Müller           | DDR          | 23,11 s |
| 2     | Lilijana Panajotowa   | Bulgarien    | 23,17 s |
| 3     | Rufina Ubah           | Nigeria      | 23,36 s |
| 4     | Brigitte Senglaub     | Schweiz      | 23,62 s |
| 5     | Eugenia Osho-Williams | Sierra Leone | 25,87 s |
| DNS   | Helinä Laihorinne     | Finnland     |         |
| DNS   | Deborah Wells         | Australien   |         |

### Vorlauf 2

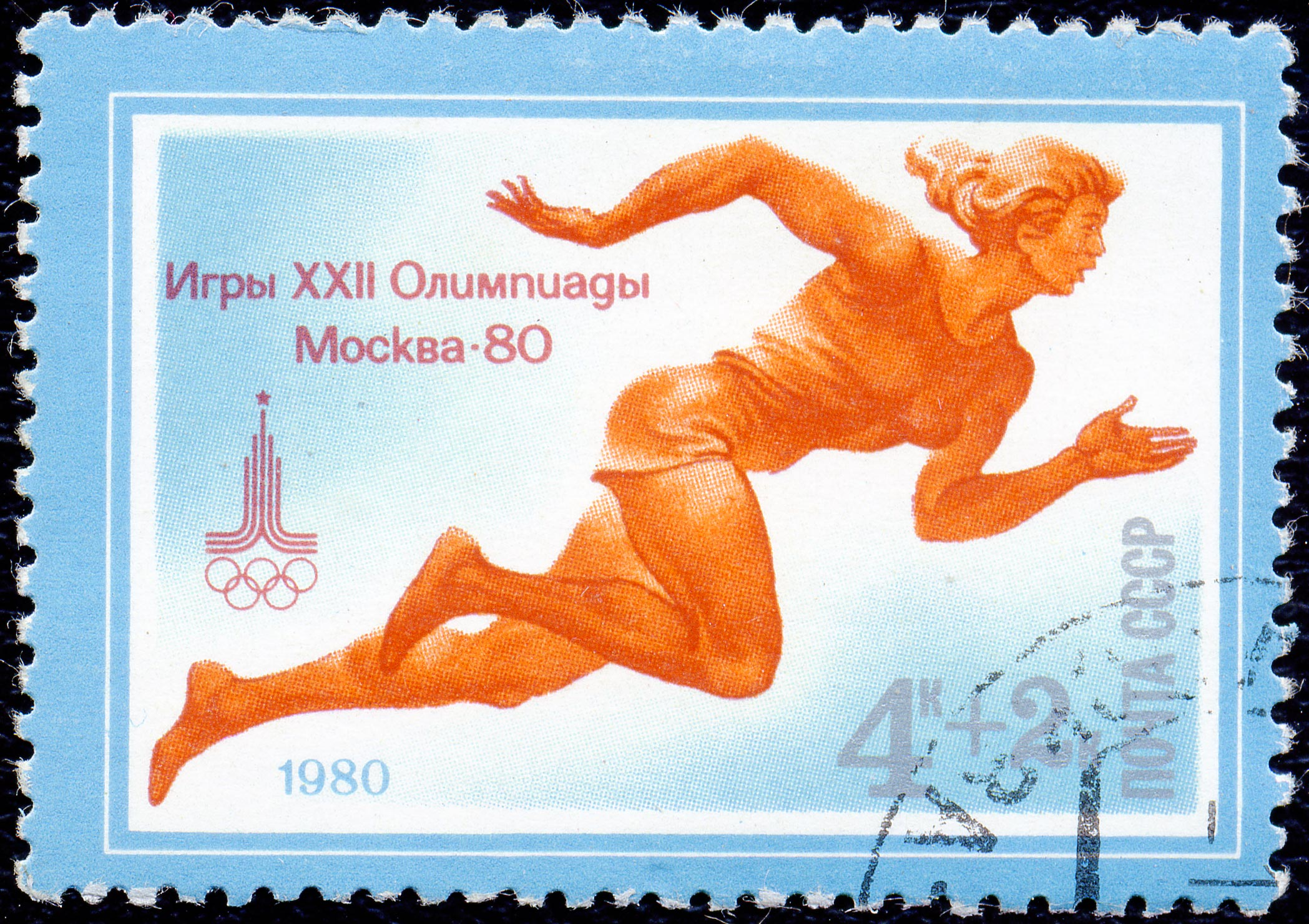
Sprint der Frauen,
dargestellt auf einer Briefmarke

Wind: +0,84 m/s
| Platz | Name                 | Nation      | Zeit    |
| ----- | -------------------- | ----------- | ------- |
| 1     | Jacqueline Pusey     | Jamaika     | 23,39 s |
| 2     | Chantal Réga         | Frankreich  | 23,49 s |
| 3     | Karin Verguts        | Belgien     | 23,89 s |
| 4     | Carmela Bolívar      | Peru        | 25,33 s |
| 5     | Trần Thị Ngọc Anh    | Vietnam     | 26,83 s |
| DNS   | Ljudmila Kondratjewa | Sowjetunion |         |
| DNS   | Karoline Käfer       | Österreich  |         |

### Vorlauf 3
Wind: +0,11 m/s
| Platz | Name              | Nation         | Zeit    |
| ----- | ----------------- | -------------- | ------- |
| 1     | Natalja Botschina | Sowjetunion    | 23,28 s |
| 2     | Sonia Lannaman    | Großbritannien | 23,55 s |
| 3     | Irén Orosz-Árva   | Ungarn         | 23,69 s |
| 4     | Marisa Masullo    | Italien        | 24,00 s |
| 5     | Mosi Alli         | Tansania       | 24,99 s |
| 6     | Estella Meheux    | Sierra Leone   | 26,77 s |

### Vorlauf 4
Wind: +0,11 m/s

| Platz | Name                 | Nation         | Zeit    |
| ----- | -------------------- | -------------- | ------- |
| 1     | Beverley Goddard     | Großbritannien | 23,35 s |
| 2     | Denise Boyd          | Australien     | 23,36 s |
| 3     | Raymonde Naigre      | Frankreich     | 23,50 s |
| 4     | Elżbieta Stachurska  | Polen          | 23,58 s |
| 5     | Lea Alaerts          | Belgien        | 24,51 s |
| 6     | Boualong Boungnavong | Laos           | 30,42 s |
| DNS   | Xiomara Larios       | Nicaragua      |         |

### Vorlauf 5
Wind: +0,27 m/s

| Platz | Name                   | Nation           | Zeit    |
| ----- | ---------------------- | ---------------- | ------- |
| 1     | Ljudmila Maslakowa     | Sowjetunion      | 23,49 s |
| 2     | Bärbel Wöckel          | DDR              | 23,55 s |
| 3     | Linda Haglund          | Schweden         | 23,85 s |
| 4     | Nzaeli Kyomo           | Tansania         | 24,22 s |
| 5     | Ruth Enang Mesode      | Kamerun          | 25,46 s |
| 6     | Elizabeth de Létourdie | Seychellen       | 26,91 s |
| DNS   | Jarmila Kratochvílová  | Tschechoslowakei |         |

### Vorlauf 6

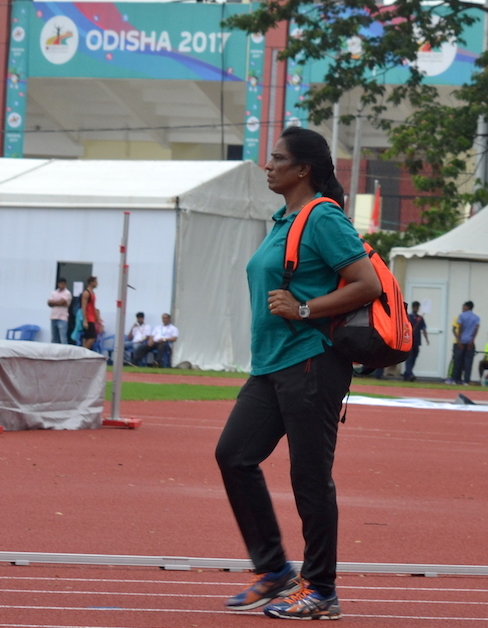
Pilavullakandi Thekkeparambil Usha – ausgeschieden als Siebte des sechsten Vorlaufs

Wind: +0,18 m/s
| Platz | Name                               | Nation         | Zeit    |
| ----- | ---------------------------------- | -------------- | ------- |
| 1     | Merlene Ottey                      | Jamaika        | 22,70 s |
| 2     | Kathryn Smallwood                  | Großbritannien | 23,15 s |
| 3     | Galina Entschewa                   | Bulgarien      | 23,35 s |
| 4     | Els Vader                          | Niederlande    | 23,50 s |
| 5     | Françoise Damado                   | Senegal        | 24,45 s |
| 6     | Nicoleta Lia                       | Rumänien       | 24,54 s |
| 7     | Pilavullakandi Thekkeparambil Usha | Indien         | 25,16 s |

## Viertelfinale
Datum: 28. Juli 1980, ab 19:45 Uhr

### Lauf 1

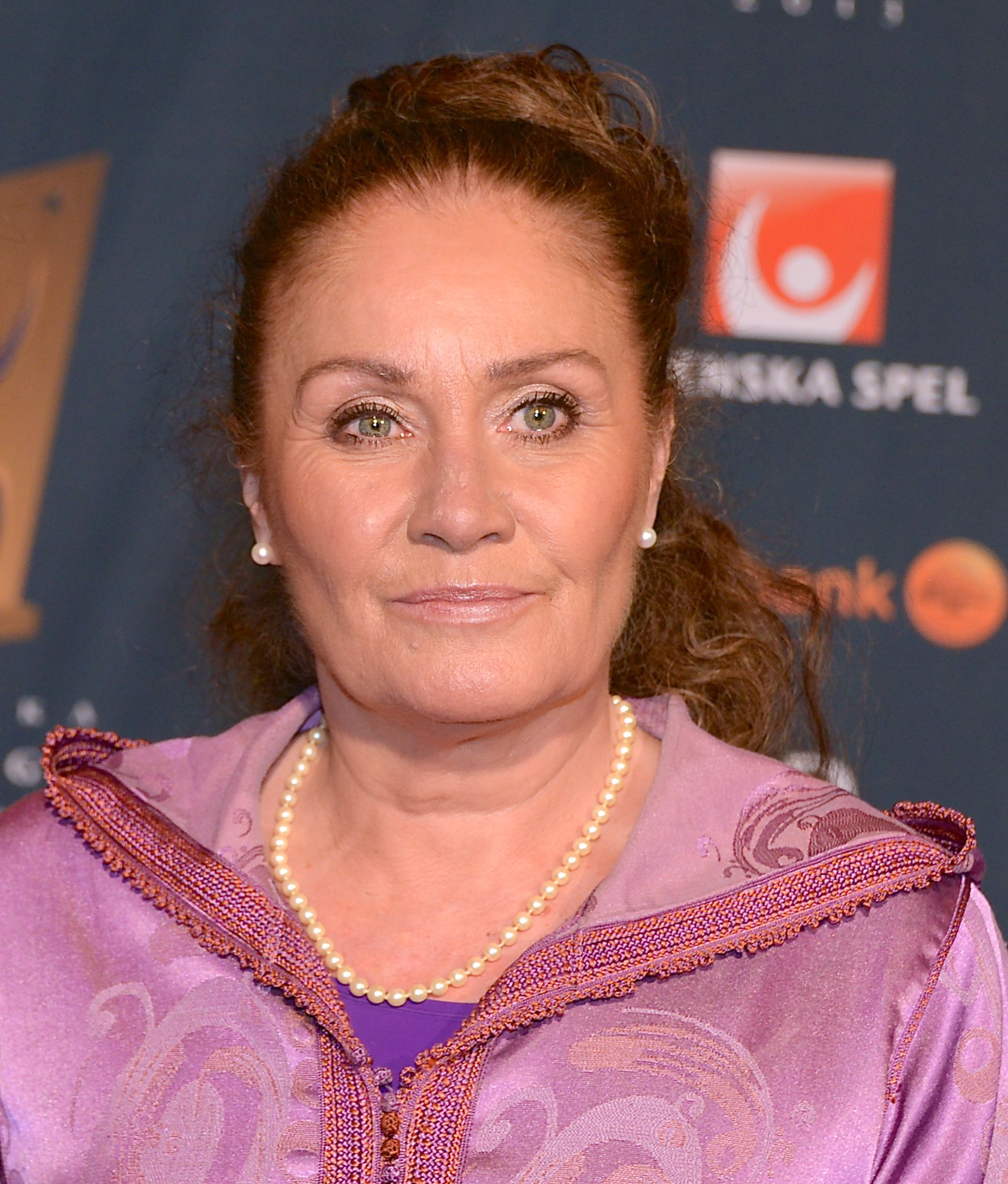
Linda Haglund (Foto: 2013) scheiterte als Sechste des ersten Halbfinals

Wind: +0,04 m/s
| Platz | Name                | Nation         | Zeit    |
| ----- | ------------------- | -------------- | ------- |
| 1     | Kathryn Smallwood   | Großbritannien | 22,95 s |
| 2     | Ljudmila Maslakowa  | Sowjetunion    | 23,24 s |
| 3     | Lilijana Panajotowa | Bulgarien      | 23,29 s |
| 4     | Jacqueline Pusey    | Jamaika        | 23,35 s |
| 5     | Els Vader           | Niederlande    | 23,67 s |
| 6     | Irén Orosz-Árva     | Ungarn         | 23,68 s |
| 7     | Karin Verguts       | Belgien        | 24,00 s |
| 8     | Françoise Damado    | Senegal        | 24,80 s |

### Lauf 2

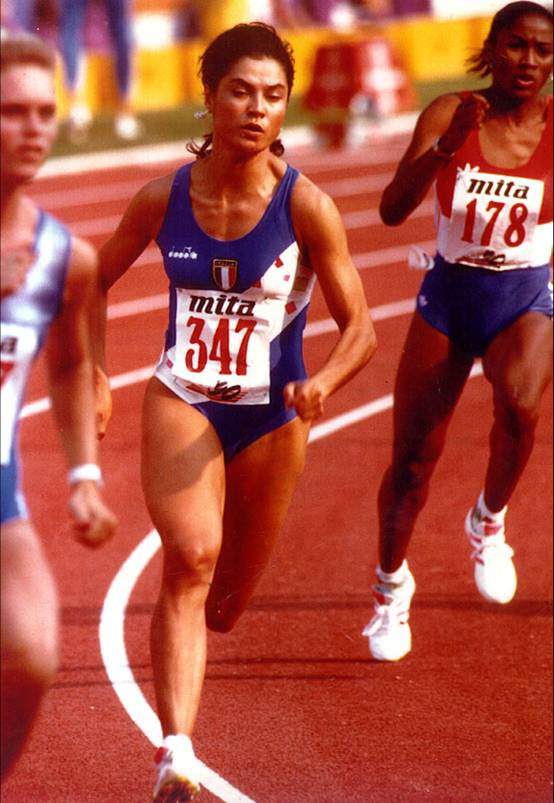
Marisa Masullo – ausgeschieden als Siebte des zweiten Viertelfinals

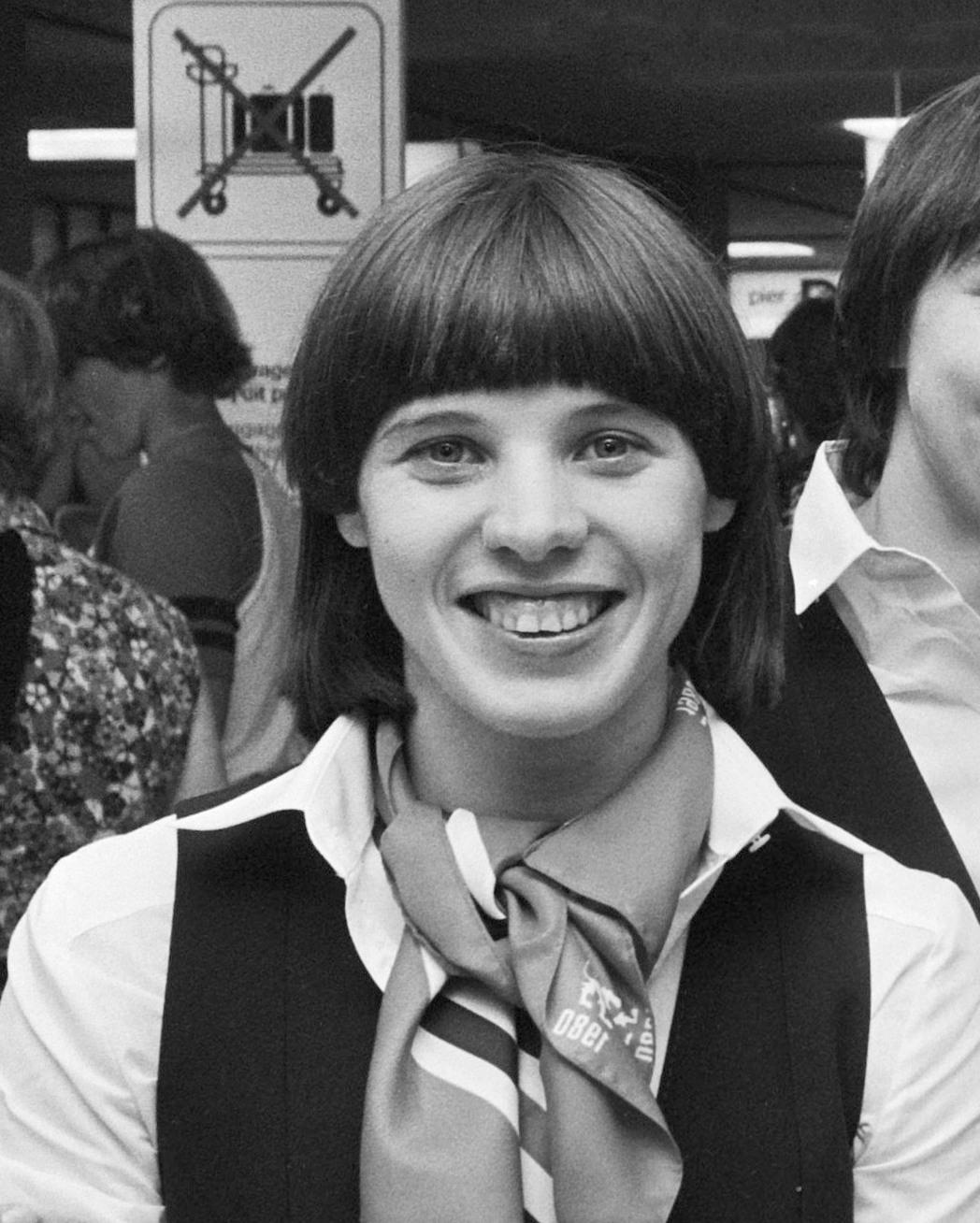
Els Vader – ausgeschieden als Achte des zweiten Halbfinals

Wind: +0,07 m/s
| Platz | Name              | Nation         | Zeit    |
| ----- | ----------------- | -------------- | ------- |
| 1     | Merlene Ottey     | Jamaika        | 22,82 s |
| 2     | Bärbel Wöckel     | DDR            | 22,86 s |
| 3     | Beverley Goddard  | Großbritannien | 22,97 s |
| 4     | Chantal Réga      | Frankreich     | 23,29 s |
| 5     | Galina Entschewa  | Bulgarien      | 23,37 s |
| 6     | Rufina Ubah       | Nigeria        | 23,55 s |
| 7     | Marisa Masullo    | Italien        | 23,74 s |
| 8     | Brigitte Senglaub | Schweiz        | 23,84 s |

### Lauf 3
Wind: +0,88 m/s
| Platz | Name                | Nation         | Zeit    | Anmerkung |
| ----- | ------------------- | -------------- | ------- | --------- |
| 1     | Natalja Botschina   | Sowjetunion    | 22,26 s | OR        |
| 2     | Romy Müller         | DDR            | 22,55 s |           |
| 3     | Sonia Lannaman      | Großbritannien | 22,84 s |           |
| 4     | Linda Haglund       | Schweden       | 22,90 s |           |
| 5     | Denise Boyd         | Australien     | 22,91 s |           |
| 6     | Raymonde Naigre     | Frankreich     | 23,10 s |           |
| 7     | Elżbieta Stachurska | Polen          | 23,11 s |           |
| 8     | Nzaeli Kyomo        | Tansania       | 24,59 s |           |

## Halbfinale
Datum: 30. Juli 1980, ab 18:20 Uhr

### Lauf 1
Wind: +0,87 m/s
| Platz | Name               | Nation         | Zeit    |
| ----- | ------------------ | -------------- | ------- |
| 1     | Merlene Ottey      | Jamaika        | 22,32 s |
| 2     | Bärbel Wöckel      | DDR            | 22,54 s |
| 3     | Kathryn Smallwood  | Großbritannien | 22,65 s |
| 4     | Beverley Goddard   | Großbritannien | 22,73 s |
| 5     | Chantal Réga       | Frankreich     | 22,87 s |
| 6     | Linda Haglund      | Schweden       | 23,11 s |
| 7     | Ljudmila Maslakowa | Sowjetunion    | 23,27 s |
| 8     | Galina Entschewa   | Bulgarien      | 23,27 s |

### Lauf 2
Wind: +0,98 m/s
| Platz | Name                | Nation         | Zeit    |
| ----- | ------------------- | -------------- | ------- |
| 1     | Romy Müller         | DDR            | 22,72 s |
| 2     | Natalja Botschina   | Sowjetunion    | 22,75 s |
| 3     | Denise Boyd         | Australien     | 22,80 s |
| 4     | Sonia Lannaman      | Großbritannien | 22,82 s |
| 5     | Jacqueline Pusey    | Jamaika        | 22,90 s |
| 6     | Lilijana Panajotowa | Bulgarien      | 23,07 s |
| 7     | Raymonde Naigre     | Frankreich     | 23,18 s |
| 8     | Els Vader           | Niederlande    | 23,44 s |

## Finale

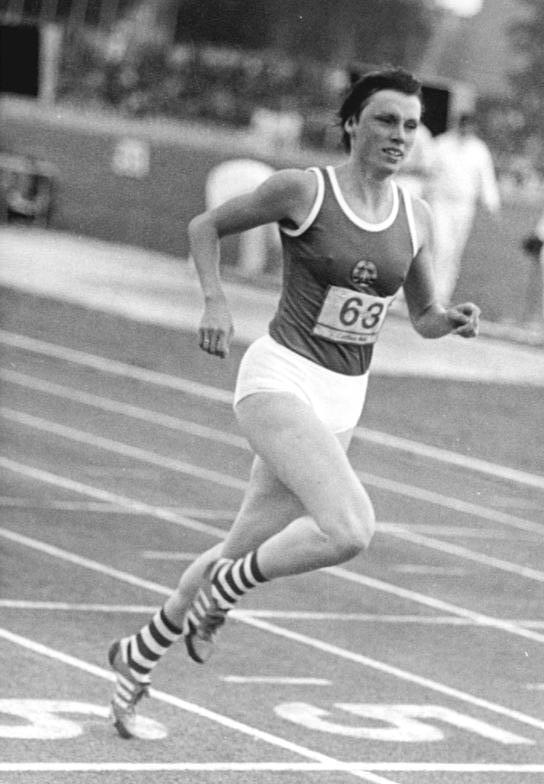
Bärbel Wöckel wiederholte ihren Olympiasieg von 1976, damals errungen als Bärbel Eckert

Datum: 30. Juli 1980, 20:20 Uhr
Wind: +1,46 m/s
| Platz | Name              | Nation         | Zeit    | Anmerkung |
| ----- | ----------------- | -------------- | ------- | --------- |
| 1     | Bärbel Wöckel     | DDR            | 22,03 s | OR        |
| 2     | Natalja Botschina | Sowjetunion    | 22,19 s |           |
| 3     | Merlene Ottey     | Jamaika        | 22,20 s |           |
| 4     | Romy Müller       | DDR            | 22,47 s |           |
| 5     | Kathryn Smallwood | Großbritannien | 22,61 s |           |
| 6     | Beverley Goddard  | Großbritannien | 22,72 s |           |
| 7     | Denise Boyd       | Australien     | 22,76 s |           |
| 8     | Sonia Lannaman    | Großbritannien | 22,80 s |           |

Die eigentlichen Favoritinnen nahmen nicht teil. Die Weltrekordlerin Marita Koch trat nur über 400 Meter an, die Europameisterin von 1978 Ljudmila Kondratjewa, Olympiasiegerin über 100 Meter, musste wegen Verletzung absagen. Und auch Vizeeuropameisterin Marlies Göhr trat nur in ihrer eigentlichen Spezialdisziplin an, dem 100-Meter-Lauf, in dem sie hier die Silbermedaille gewonnen hatte. Die US-Läuferin Evelyn Ashford konnte wegen des US-Boykotts nicht teilnehmen. Einzig verbliebene Favoritin war die Olympiasiegerin von 1976 Bärbel Wöckel – damals unter ihrem Namen Bärbel Eckert. Als aussichtsreiche Anwärterinnen auf weitere Medaillen zählten unter anderem Wöckels Teamkollegin Romy Müller, Merlene Ottey aus Jamaika, Natalja Botschina, UdSSR, sowie die drei britischen Läuferinnen, die im Finale standen.
Das Rennen verlief dann spannender als vielleicht erwartet. Aus der Kurve kamen ziemlich gleichauf Botschina, Müller, Ottey und Wöckel, die auf der ungünstigen Innenbahn laufen musste. Auf der Zielgeraden setzte sich Bärbel Wöckel dann jedoch klar durch und gewann die Goldmedaille mit neuer olympischer Rekordzeit. Ottey lag bis kurz vor dem Ziel noch auf dem zweiten Platz, wurde jedoch noch von Natalja Botschina abgefangen, die mit einer Hundertstelsekunde vor Merlene Ottey Silber errang. Vierte wurde Romy Müller vor Kathryn Smallwood, spätere Kathy Cook.
Bärbel Wöckel errang den dritten DDR-Olympiasieg in Folge in dieser Disziplin. Sie persönlich wiederholte ihren Erfolg über diese Distanz von den vorangegangenen Olympischen Spielen, was vor ihr noch keiner Athletin gelungen war.

Merlene Ottey gewann die erste jamaikanische Medaille über 200 Meter der Frauen.

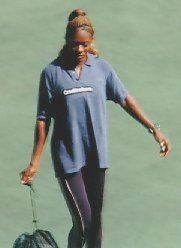
Bronzemedaillengewinnerin Merlene Ottey, hier noch am Beginn einer sehr langen erfolgreichen Karriere
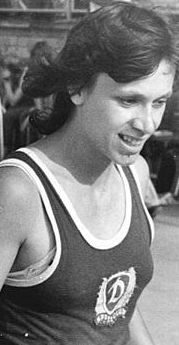
Die Olympiavierte Romy Müller

## Videolinks
- Women’s 200m Final, Moscow Olympics 1980, youtube.com, abgerufen am 1. November 2021
- 1980 Olympic Games Women's 200m Final, youtube.com, abgerufen am 1. November 2021
- 1980 Moscow Olympics Womens 200m, youtube.com, abgerufen am 1. Januar 2018